# Tiro nos Jogos Olímpicos de Verão de 2020 - Pistola de ar 10 m masculino
A competição da pistola de ar 10 m masculino do tiro nos Jogos Olímpicos de Verão de 2020 foi disputada em 24 de julho de 2021 no Campo de Tiro de Asaka, em Tóquio. Um total de 36 atiradores de 29 Comitês Olímpicos Nacionais (CON) participaram do evento.

## Qualificação
O período de qualificação começou com o Campeonato Mundial de 2018 em Changwon, Coreia do Sul, que foi concluído em 15 de setembro. Por todo o processo, as vagas foram geralmente concedidas para os atiradores que vencessem uma etapa da Copa do Mundo da ISSF ou ficassem em uma posição de destaque na mesma competição ou em eventos continentais (África, Europa, Ásia, Oceania e Américas).
Após a conclusão do período de qualificação e o recebimento da lista oficial de vagas pelos Comitês Olímpicos Nacionais (CON), a ISSF considerou as posições no ranking mundial para cada evento individual. Os atiradores melhores colocados ainda não qualificadas e cujo CON também não tivesse uma quota no evento obtiveram uma vaga direta. O Japão também teve uma vaga garantida como país sede.

## Calendário
Horário local (UTC+9)
| Data                | Horário | Fase         |
| ------------------- | ------- | ------------ |
| 24 de julho de 2021 | 13:00   | Qualificação |
| 24 de julho de 2021 | 15:30   | Final        |

## Medalhistas
| Ouro   | IRI Javad Foroughi |
| Prata  | SRB Damir Mikec    |
| Bronze | CHN Pang Wei       |

## Recordes
Antes desta competição, os seguintes recordes eram estabelecidos:
| Recordes da qualificação | Recordes da qualificação | Recordes da qualificação | Recordes da qualificação | Recordes da qualificação |
| ------------------------ | ------------------------ | ------------------------ | ------------------------ | ------------------------ |
| Recorde mundial          | Jin Jong-oh              | 594                      | Changwon                 | 12 de abril de 2009      |
| Recorde olímpico         | Mikhail Nestruyev        | 591                      | Atenas                   | 14 de agosto de 2004     |

| Recordes da final | Recordes da final | Recordes da final | Recordes da final | Recordes da final      |
| ----------------- | ----------------- | ----------------- | ----------------- | ---------------------- |
| Recorde mundial   | Kim Song-guk      | 246,5             | Doha              | 11 de novembro de 2019 |
| Recorde olímpico  | Não estabelecido  | –                 | –                 | –                      |

Após a competição, os seguintes recordes foram estabelecidos:
| Recorde          | Tipo  | Atirador(a)        | Marca | Local  | Data                |
| Recorde olímpico | Final | IRI Javad Foroughi | 244,8 | Tóquio | 24 de julho de 2021 |

## Resultados

### Qualificação
| Pos. | Atirador                  | 1  | 2   | 3  | 4   | 5  | 6  | Total | 10x | Notas |
| ---- | ------------------------- | -- | --- | -- | --- | -- | -- | ----- | --- | ----- |
| 1    | IND Saurabh Chaudhary     | 95 | 98  | 98 | 100 | 98 | 97 | 586   | 28  | Q     |
| 2    | CHN Zhang Bowen           | 98 | 95  | 99 | 98  | 99 | 97 | 586   | 18  | Q     |
| 3    | GER Christian Reitz       | 97 | 99  | 99 | 95  | 97 | 97 | 584   | 21  | Q     |
| 4    | UKR Pavlo Korostylov      | 98 | 97  | 97 | 97  | 95 | 97 | 581   | 15  | Q     |
| 5    | IRI Javad Foroughi        | 98 | 97  | 97 | 97  | 93 | 98 | 580   | 25  | Q     |
| 6    | KOR Kim Mo-se             | 97 | 95  | 95 | 97  | 98 | 97 | 579   | 20  | Q     |
| 7    | CHN Pang Wei              | 97 | 94  | 98 | 98  | 96 | 95 | 578   | 22  | Q     |
| 8    | SRB Damir Mikec           | 98 | 98  | 96 | 94  | 96 | 96 | 578   | 21  | Q     |
| 9    | PAK Gulfam Joseph         | 92 | 98  | 95 | 97  | 98 | 98 | 578   | 13  |       |
| 10   | USA James Hall            | 96 | 95  | 97 | 95  | 96 | 98 | 577   | 23  |       |
| 11   | ROC Artem Chernousov      | 96 | 96  | 94 | 99  | 96 | 96 | 577   | 15  |       |
| 12   | MGL Enkhtaivany Davaakhüü | 94 | 95  | 95 | 97  | 98 | 98 | 577   | 8   |       |
| 13   | USA Nick Mowrer           | 96 | 97  | 99 | 97  | 94 | 93 | 576   | 22  |       |
| 14   | MYA Ye Tun Naung          | 92 | 95  | 98 | 96  | 98 | 97 | 576   | 17  |       |
| 15   | KOR Jin Jong-oh           | 95 | 96  | 98 | 93  | 97 | 97 | 576   | 17  |       |
| 16   | JPN Kojiro Horimizu       | 96 | 97  | 94 | 97  | 98 | 94 | 576   | 13  |       |
| 17   | IND Abhishek Verma        | 94 | 96  | 98 | 97  | 98 | 92 | 575   | 19  |       |
| 18   | UKR Oleh Omelchuk         | 97 | 95  | 98 | 95  | 95 | 95 | 575   | 14  |       |
| 19   | CUB orge Grau             | 93 | 100 | 94 | 98  | 96 | 93 | 574   | 16  |       |
| 20   | AZE Ruslan Lunev          | 95 | 95  | 98 | 94  | 97 | 95 | 574   | 14  |       |
| 21   | MKD Borjan Brankovski     | 94 | 93  | 98 | 95  | 96 | 95 | 573   | 20  |       |
| 22   | VIE Hoàng Xuân Vinh       | 94 | 98  | 97 | 94  | 93 | 97 | 573   | 16  |       |
| 23   | ROC Vadim Mukhametyanov   | 97 | 92  | 96 | 97  | 96 | 95 | 573   | 16  |       |
| 24   | TUR Yusuf Dikeç           | 96 | 95  | 94 | 97  | 96 | 94 | 572   | 19  |       |
| 25   | TUR İsmail Keleş          | 96 | 94  | 96 | 95  | 95 | 96 | 572   | 17  |       |
| 26   | ITA Paolo Monna           | 92 | 92  | 97 | 97  | 95 | 97 | 570   | 23  |       |
| 27   | SVK Juraj Tužinský        | 96 | 95  | 95 | 95  | 94 | 95 | 570   | 14  |       |
| 28   | ISL Ásgeir Sigurgeirsson  | 95 | 98  | 91 | 92  | 97 | 97 | 570   | 13  |       |
| 29   | PER Marko Carrillo        | 90 | 91  | 99 | 97  | 96 | 96 | 569   | 14  |       |
| 30   | AUS Daniel Repacholi      | 95 | 93  | 95 | 95  | 94 | 96 | 568   | 15  |       |
| 31   | EGY Samy Abdel Razek      | 97 | 95  | 93 | 95  | 94 | 93 | 567   | 11  |       |
| 32   | BRA Felipe Wu             | 94 | 94  | 94 | 92  | 95 | 97 | 566   | 15  |       |
| 33   | EST Peeter Olesk          | 93 | 92  | 96 | 96  | 92 | 95 | 564   | 8   |       |
| 34   | TUN Ala Al-Othmani        | 93 | 94  | 97 | 93  | 92 | 94 | 563   | 16  |       |
| 35   | ARU Philip Elhage         | 93 | 94  | 94 | 92  | 94 | 89 | 556   | 6   |       |
| 36   | NCA Edwin Barberena       | 96 | 90  | 93 | 92  | 93 | 90 | 554   | 10  |       |

### Final
| Pos.              | Atirador              | 1    | 2     | 3     | 4     | 5     | 6     | 7     | 8     | 9     | Total | Notas            |
| ----------------- | --------------------- | ---- | ----- | ----- | ----- | ----- | ----- | ----- | ----- | ----- | ----- | ---------------- |
| Medalha de ouro   | IRI Javad Foroughi    | 50.7 | 101.0 | 121.2 | 142.2 | 163.3 | 184.0 | 204.2 | 224.2 | 244.8 | 244.8 | Recorde olímpico |
| Medalha de prata  | SRB Damir Mikec       | 48.7 | 98.7  | 119.3 | 138.0 | 158.6 | 179.3 | 199.6 | 220.0 | 237.9 | 237.9 |                  |
| Medalha de bronze | CHN Pang Wei          | 49.1 | 99.7  | 119.5 | 139.6 | 160.5 | 180.0 | 199.4 | 217.6 | —     | 217.6 |                  |
| 4                 | UKR Pavlo Korostylov  | 48.4 | 99.2  | 119.6 | 139.4 | 160.4 | 180.3 | 198.9 | —     | —     | 198.9 |                  |
| 5                 | GER Christian Reitz   | 49.5 | 97.1  | 117.6 | 137.8 | 158.2 | 176.6 | —     | —     | —     | 176.6 |                  |
| 6                 | CHN Zhang Bowen       | 48.9 | 98.2  | 116.8 | 137.7 | 158.2 | —     | —     | —     | —     | 158.2 |                  |
| 7                 | IND Saurabh Chaudhary | 47.7 | 96.8  | 117.2 | 137.4 | —     | —     | —     | —     | —     | 137.4 |                  |
| 8                 | KOR Kim Mo-se         | 50.0 | 96.7  | 115.8 | —     | —     | —     | —     | —     | —     | 115.8 |                  |